# Claudiu Ionescu
Claudiu Eugen Ionescu, né le 24 août 1959 à Constanța, est un handballeur roumain évoluant au poste de gardien de but.

## Carrière
Claudiu Ionescu a commencé à jouer au handball à l'âge de 13 ans en tant que gardien de but avec son école à Constanta. Après avoir joué dans l'équipe senior du Comertul Constanța en division 2, il joue pour le Dinamo Bucarest jusqu'en 1988. Avec le Dinamo, il remporte le titre national en 1978 et la Coupe de Roumanie en 1982 et est battu en finale de la Coupe d'Europe des vainqueurs de coupe en 1983.
Entre 1977 et 1979, il a joué dans l'équipe nationale junior puis, jusqu'en 1984, il est sélectionné à 21 reprises dans l'équipe nationale senior de Roumanie, obtenant une médaille de bronze aux Jeux olympiques d'été de 1980 de Moscou.